# Marino Magrin
Marino Magrin (Borso del Grappa, Provincia de Treviso, Italia, 13 de septiembre de 1959) es un exfutbolista y director técnico italiano. Se desempeñaba en la posición de centrocampista.

## Clubes

### Como futbolista
| Club           | País   | Año       |
| -------------- | ------ | --------- |
| Bassano Virtus | Italia | 1975-1978 |
| Montebelluna   | Italia | 1978-1980 |
| Mantova F. C.  | Italia | 1980-1981 |
| Atalanta B. C. | Italia | 1981-1987 |
| Juventus F. C. | Italia | 1987-1989 |
| Hellas Verona  | Italia | 1989-1992 |
| Bassano Virtus | Italia | 1992-1993 |

### Como entrenador
| Club           | País   | Año  |
| -------------- | ------ | ---- |
| Mantova F. C.  | Italia | 1998 |
| Tritium Calcio | Italia | 2007 |

## Palmarés

### Como futbolista

#### Campeonatos nacionales
| Título  | Club           | País   | Año     |
| ------- | -------------- | ------ | ------- |
| Serie C | Atalanta B. C. | Italia | 1981-82 |
| Serie B | Atalanta B. C. | Italia | 1983-84 |